# Caloplaca exsecuta
Caloplaca exsecuta är en lavart som först beskrevs av William Nylander och som fick sitt nu gällande namn av Dalla Torre & Sarnth. 
Caloplaca exsecuta ingår i släktet orangelavar och familjen Teloschistaceae. Arten är reproducerande i Sverige. Inga underarter finns listade i Catalogue of Life.